# Thomas Ower
Thomas Ower (* 27. Dezember 1985 in Villingen-Schwenningen) ist ein ehemaliger deutscher Eishockeytorwart, der unter anderem acht Spiele für die Frankfurt Lions und Iserlohn Roosters in der Deutschen Eishockey Liga (DEL) absolvierte, den Großteil seiner Karriere aber in der 2. Bundesliga und Oberliga verbrachte.

## Karriere
Ursprünglich aus dem Nachwuchs des Schwenninger ERC stammend, wechselte Ower Sommer 2002 zu den Blue Devils Weiden. Dort wurde er 2002/03 hauptsächlich in der Juniorenmannschaft in der Juniorenbundesliga, aber auch in der Oberliga bei den Senioren eingesetzt. Zur darauffolgenden Saison 2003/04 wechselte der Torhüter als Förderlizenzspieler in die Deutsche Eishockey Liga zu den Freiburger Wölfen, wobei er zugleich auch für den Schwenninger ERC spielberechtigt war.
Nach dem Abstieg der Freiburger in der Saison 2003/04 blieb Ower zur Saison 2004/05 beim Schwenninger ERC, bevor er im Sommer 2005 zu den Nürnberg Ice Tigers wechselte, von denen er zugleich beim Kooperationspartner Blue Devils Weiden eingesetzt wurde. In der Saison 2005/06 spielt der Linksfänger in der Oberliga für die Blue Devils Weiden und wechselte sich zugleich als Förderlizenzspieler mit Lukas Lang als Back-up-Torwart bei den Ice Tigers in der DEL ab. Aufgrund guter Leistung wurde Ower in der folgenden Spielzeit die alleinige Nummer eins im Tor der Blue Devils und gehörte zu den besten Torhütern der Oberliga. In der Saison 2007/08 spielte Ower mit einer Förderlizenz des Erstligisten ERC Ingolstadt für die Tölzer Löwen, mit denen er den Aufstieg in die 2. Bundesliga schaffte und am Ende der Saison als bester Torhüter der Oberliga ausgezeichnet wurde.
Zur Saison 2008/09 schloss Ower einen Vertrag mit dem DEL-Team Frankfurt Lions ab. Für die Saison 2008/09 erhielt er eine Förderlizenz für die Wölfe Freiburg in der 2. Bundesliga. Nach Ablauf der Saison 2008/09 verlängerte Ower seinen Vertrag in Frankfurt um eine Saison. Bei der Vertragsverlängerung wurde bekannt gegeben, dass Ower wie in der Vorsaison mit einer Förderlizenz ausgestattet wird, jedoch noch kein Club gefunden wurde. Später erhielt Ower eine Förderlizenz für die Hannover Indians.
Ende Januar 2010 wechselte Ower dann ganz zu den Hannover Indians und erhielt einen Vertrag bis zum Ende der Saison 2010/11. Nach fast drei Spielzeiten bei den Indians und einem Gegentordurchschnitt von nur 2,74 Toren pro Spiel in der Saison 2011/12 unterschrieb Thomas Ower einen Vertrag für die Saison 2012/13 bei dem EC Rote Teufel Bad Nauheim. Schon in seiner ersten Saison dort wurde er als Stammtorhüter Oberligameister und stieg mit seinem Verein in die DEL2 auf. In die Saison 2013/14 ging Ower als Nummer eins, ehe er sich verletzte und lange ausfiel. Die Roten Teufel verpflichteten daraufhin Jan Guryca, der sich anschließend als Stammtorwart etablierte und diese Rolle auch für die nächste Saison einnehmen sollte. Ower verließ Bad Nauheim nach der Saison. Im August 2014 unterschrieb er einen Vertrag bei den Iserlohn Roosters aus der Deutschen Eishockey Liga, die nach dem langfristigen Ausfall von Daniar Dshunussow einen Ersatztorwart hinter Mathias Lange suchten. Er kam allerdings nur zu einem weiteren DEL-Einsatz. Im Sommer 2015 wechselte er zum EV Regensburg, bei dem er ein Jahr später seine Karriere beendete.

### Inlinehockey
Im Sommer 2005 war Thomas Ower Teilnehmer der DEB-Auswahl bei der Inlinehockey-WM in Finnland, die vom Internationalen Eishockey-Verband IIHF organisiert wurde. Der Torwart nahm zudem mit der deutschen Inlinehockeynationalmannschaft an der IIHF Inlinehockey-Weltmeisterschaft 2006 in Budapest sowie an der IIHF Inlinehockey-Weltmeisterschaft 2007 in Landshut und Passau teil, bei der er mit dem Team die Bronzemedaille gewinnen konnte.

## Erfolge und Auszeichnungen
- 2008 Aufstieg in die 2. Bundesliga mit den Tölzer Löwen
- 2008 Torhüter des Jahres der Oberliga
- 2013 Oberliga-Meister und Aufstieg in die DEL2 mit dem EC Bad Nauheim
- 2013 Bester Torhüter der Oberliga West
- 2016 Meister in der Oberliga Süd mit dem EV Regensburg
- 2007 Bronzemedaillen bei der IIHF Inlinehockey-Weltmeisterschaft